# Governos Patriotas
Os "Governos Patriotas" referem-se aos movimentos e estruturas políticas que surgiram durante as Guerras de independência na América espanhola, procurando estabelecer governos autônomos ou independentes em relação à Espanha. Estes governos, liderados por líderes como Simón Bolívar, José de San Martín, Bernardo O'Higgins e outros que desempenharam papéis cruciais na organização militar e política dos movimentos de independência, representaram a reação das elites criollas (descendentes de espanhóis nascidos na América) à crescente insatisfação com o controle espanhol que impedia o desenvolvimento econômico e político das colônias e às mudanças políticas na Europa, especialmente após a Invasão Napoleônica da Península Ibérica, que enfraqueceu a autoridade da Coroa Espanhola e criou um vácuo de poder que as colônias aproveitaram para iniciar seus processos de independência.
| Domínios Espanhóis                                                       | Ano  | Data            | Declarações de independência                                                                        | País                                                       |
| ------------------------------------------------------------------------ | ---- | --------------- | --------------------------------------------------------------------------------------------------- | ---------------------------------------------------------- |
| Capitania Geral da Venezuela                                             | 1811 | 5 de Julho      | Ata da Declaração de Independência da Venezuela, Primeira República da Venezuela                    | Venezuela                                                  |
| Vice-Reino de Nova Granada                                               | 1811 | 15 de Julho     | Primeira República de Nova Granada, Constituição de Cundinamarca, Províncias Unidas de Nova Granada | Colômbia                                                   |
| Vice-Reino da Nova Espanha                                               | 1811 | 11 de Setembro  | Independência de Cartagena, Estado Livre de Cartagena                                               | Colômbia                                                   |
| Vice-Reino do Rio da Prata                                               | 1813 | 31 de Janeiro   | Assembleia Geral Constituinte de 1813, Províncias Unidas do Rio da Prata                            | Argentina e Uruguai                                        |
| Province Misiones Guaraníes do Vice-Reino do Rio da Prata                | 1813 | 12 de Outubro   | Primeira Constituição do Paraguai                                                                   | Paraguai                                                   |
| Vice-Reino da Nova Espanha                                               | 1813 | 13 de Setembro  | Ata Solene da Declaração de Independência da América Septentrional, Congresso de Chilpancingo       | México                                                     |
| Província de Montevidéu do Vice-Reino do Rio da Prata                    | 1815 | 29 de Junho     | Congresso de Oriente, Liga Federal                                                                  | Uruguai                                                    |
| Vice-Reino do Rio da Prata                                               | 1816 | 29 de Junho     | Declaração de independência da Argentina, Congresso de Tucumán                                      | Argentina                                                  |
| Capitania-Geral do Chile                                                 | 1818 | 12 de Fevereiro | Declaração de independência do Chile                                                                | Chile                                                      |
| Vice-Reino de Nova Granada e Capitania-Geral da Venezuela                | 1819 | 17 de Dezembro  | Congresso de Cúcuta, Grande Colômbia                                                                | Grande Colômbia                                            |
| Província de Guayaquil do Vice-Reino do Peru                             | 1820 | 8 de Novembro   | Independência de Guayaquil                                                                          | Província Livre de Guayaquil, anexada pela Grande Colômbia |
| Vice-Reino do Peru                                                       | 1821 | 28 de Julho     | Declaração de Independência, Congresso Constituinte do Peru (1822)                                  | Peru                                                       |
| Capitania-geral da Guatemala                                             | 1821 | 15 de Setembro  | Ata de Independência da América Central                                                             | República Federal da América Central                       |
| Província da Nova Espanha (México)                                       | 1821 | 28 de Setembro  | Declaração de Independência do Primeiro Império Mexicano, Junta Governativa Provisória              | México                                                     |
| Provincia del Istmo e Provincia de Veragua do Vice-Reino de Nova Granada | 1821 | 28 de Novembro  | Independência do Panamá da Espanha                                                                  | , Panamá parte da Grande Colômbia                          |
| Província de Charcas do Vice-Reino do Rio da Prata                       | 1825 | 6 de Agosto     | Declaração de Independência da Bolívia, Assembleia Geral de Deputados das Províncias do Alto Perú   | Bolivia                                                    |